# IÉSEG School of Management
IESEG School of Management (Instituto de Economía Científica y de Gestión, en francés: Insitut d'économie scientifique et de gestion), es una escuela de negocios internacional y una de las principales TOP MBA´s Grandes Escuelas en Francia. Posee campus propios tanto en París como en Lille.
Es considerada una de las mejores escuelas de negocios en Europa, y en el año 2016, su principal programa, la Maestría en Administración, fue clasificada como la número 17 del mundo, según el Financial Times. IESEG concentra gran cantidad de estudiantes extranjeros con una alta tasa de profesionales provenientes de USA y Latinoamérica. Su gran variedad de programas y el prestigio de la Universidad en Lille, han permitido incrementar su reconocimiento a nivel mundial. El Campus de París, está ubicado en la zona financiera más importante de Francia.  
Sus programas cuentan con la más prestigiosa acreditación entre las Escuelas de Negocios del mundo. La triple acreditación internacional de EQUIS, AACSB y AMBA. Su MBA es reconocido como uno de los mejores programas en Europa con una de las tasas de empleabilidad más alta detrás de INSEAD y HEC. 

## Famoso exalumno
- Alma, cantante, compositora de género Pop y economista francesa
- Agathe Monpays, director general de Leroy Merlin